# Bűncselekmény
A bűncselekmény olyan emberi cselekvés vagy mulasztás, amelyet az állam büntetőjogi eszközökkel büntetni rendel. 
A bűncselekmény törvényi fogalma az 1804-es francia büntetőtörvénykönyvet, a Code Civilt követően alakult ki, alapvető elvként leszögezve azt, hogy az számít bűncselekménynek, amit a törvény még elkövetése előtt annak nyilvánít (nullum crimen sine lege elve), amely jogállami garanciát nyújt az állam polgárainak.
A klasszikus bűncselekmény-fogalom kialakítása Franz von Liszt német jogtudós nevéhez fűződik. A bűncselekmények meghatározása mellett fontos volt azt is kikötni, hogy ezeket csak a törvényben meghatározott módon lehet büntetni (nulla poena sine lege elve).
A bűncselekmény fogalmát   Magyarországon a hatályos magyar Büntető Törvénykönyv határozza meg. Ezek szerint bűncselekménynek minősül az a szándékos vagy – ha a törvény a gondatlan elkövetést is bünteti – gondatlanságból elkövetett cselekmény, amely veszélyes a társadalomra, és amelyre a törvény büntetés kiszabását rendeli. A bűncselekmények – súlyukat tekintve – lehetnek bűntettek és vétségek. Korábban hármas, kettes illetve egyes felosztást követett hazánkban a felosztása. Bűncselekményt lehet szándékosan, illetve gondatlanságból elkövetni, büntetésének mértéke pedig ehhez mérten alakul, bizonyos esetekben pedig a törvény nem rendeli büntetni a gondatlanságot. A felelősségre vonás fontos kritériuma az, hogy az elkövető 14 évnél idősebb legyen, illetve ne álljon fenn semmilyen büntethetőséget kizáró ok.

## Története
Először az 1810-es francia Code Pénal, majd az annak nyomán keletkezett európai büntető törvénykönyvekben jelent meg a bűncselekmény fogalma: az számít bűncselekménynek, amit a törvény annak nyilvánít. Ez azonban nem adott választ arra a kérdésre, hogy a törvény milyen szempontok alapján nyilvánít egy cselekményt büntetendőnek, valamint nem adott olyan ismérveket sem, amivel megállapítható volt a határ a tiltott és a szabad magatartások között. Ennek kiküszöbölésére a 19-20. század folyamán került sor, jogcsaládonként eltérő módon: míg az angolszász jogcsaládban nem foglalkoztak ezzel, addig különböző megoldások születtek a latin jogcsaládban és a közép- és kelet-közép-európai országokban, amelyekre a német jogtudomány fejtett ki nagy hatást.

### Klasszikus bűncselekmény-fogalom
A német jogi irodalom már a 18. században eljutott oda, hogy nincs jogtalanság bűnösség nélkül. Rudolf von Jhering német jogtudós 1867-ben jutott arra a következtetésre, hogy a jogellenesség objektív kategória, nem függ sem a büntethetőségtől, sem az elkövető bűnösségétől. A kialakuló klasszikus bűncselekmény-fogalom alapját a cselekményben láttak, amit az elmélet követői akaratlagos, a külvilágban változást okozó testmozgásként határoztak meg. Ezzel szemben állt a bűnösség, mint szubjektív kategória. A pszichikai bűnösséget úgy határozták meg, mint a cselekvő által végzett objektív okozás, amely annak elméjében visszatükröződik, tudatállapotától függően lehet szándékosságként vagy gondatlanságként. Vagyis a cselekmény felbontásra került egy tárgyi (jogellenesség) és alanyi (bűnösség) oldalra. Ernst von Beling határozta meg a tényállásszerűséget, mint a bűncselekmény részét. Ha valaki a bűncselekmény tényállásai elemeit (ismérveit) kimerítette, akkor az tényállásszerűnek volt tekinthető.
A fogalom pozitivista, minden kérdésben jogi fogalmakkal igyekszik közelíteni, a pszichikai és szociológiai értékelést pedig kizárni vagy minimálisra csökkenteni. A fő célnak azt tekintették kidolgozói, hogy a jogalkalmazó olyan fogalmakhoz legyen kötve, amiket könnyű ellenőrizni. Ezzel együtt számos hiányosságára is fény derült később, mint például, hogy a cselekmény meghatározásánál nem vette figyelembe a tiszta mulasztásos cselekményeket, és a bűnösség nem szűkíthető le pusztán szándékosságra és gondatlanságra.

### Neoklasszikus bűncselekmény-fogalom
A német büntető jogtudomány igyekezett a klasszikus fogalom hibáit kijavítani, így jött létre a neoklasszikus bűncselekmény-fogalom. Alapja már nem a pozitivizmus, hanem a neokantianizmus lett. A cselekmény meghatározását úgy egészítette ki a cselekmény társadalmi hatásirányával, hogy a tiszta mulasztásos cselekményekre is magyarázatot adjon. A tényállástant pedig azzal egészítette ki, hogy nemcsak tiszta leíró jellegű elemek léteznek, hanem olyan, ún. normatív elemek is, amelyek értékelésre szorulnak. A jogellenesség terén felismerésre került az, hogy a jogszabályok megsértésén túl a cselekmény lehet materiálisan jogellenes, társadalmilag káros. A bűnösség is új értelmet kapott, amelynél nem a szándékosság és gondatlanság, hanem a felróhatóság volt a lényeges.

## Magyarországon
Magyarországon csupán a 19. század végén alakult ki a bűncselekmény fogalma, addig  a középkori eredetű fogalomrendszer volt érvényben. Az 1878-as első magyar büntető törvénykönyv, a Csemegi-kódex a Code Pénal megoldását követte. A magyar dogmatikusokat is ugyanazok a problémák foglalkoztatták, mint német társaikat, így került kidolgozásra a tényállástan, részben német hatásra, amely később a magyar dogmatika legkidolgozottabb területe lett. A 20. század elején kezdődött meg a bűncselekmény fogalmának tényleges kidolgozása, amelyeket a tudomány két csoportra oszt: az egyik szerint a bűncselekmény jogellenes és büntetendő cselekmény, míg a másik a bűnösséget is beépítette a meghatározásba. Kriminálszociológusok megpróbálták a társadalomellenességet is beépíteni, ám ez nem járt sikerrel, helyette az 1930-as években a tényállásszerűséget próbálták bevonni a fogalomba. A második világháború után azonban a német dogmatika jelentősége csökkent, helyette a szovjet jogtudomány került előtérbe. A  társadalomra veszélyesség fogalma is ekkor került előtérbe. Kezdetben megpróbálták a klasszikus fogalmat megőrizni, kisebb kiegészítésekkel, ám az általános törvényi tényállás központi szerephez jutása zavarokat okozott, így szükség volt a fogalom átalakítására. A jogellenesség helyét átvette a társadalomra veszélyesség, előbbit pedig a tényállásszerűségbe építették be.
A klasszikus és neoklasszikus fogalomhoz való visszatérési igénye az 1980-as években erősödött fel. A társadalomra veszélyességet a neoklasszikus materiális jogellenességként azonosították. Nagy Ferenc 1999-es tankönyvében úgy határozta meg a bűncselekményt, mint tényállásszerű, jogellenes és bűnös cselekményt. Ezzel szemben Földvári József 1984-es tankönyvében társadalomra veszélyes, büntetni rendelt cselekményként definiálta azt. A két álláspont között tartalmi különbség nincs, csupán a megközelítési módban és a dogmatikai összefüggésekben térnek el.
A bűntett és vétség a bűncselekmények súly szerinti felosztása, ahol a hatályos magyar jogszabály szerint bűntett az a szándékosan elkövetett bűncselekmény, amelyre e törvény kétévi szabadságvesztésnél súlyosabb büntetés kiszabását rendeli, és minden más bűncselekmény vétség.

### A súly szerinti felosztás története
A bűncselekmények felosztására szükség van, hiszen míg a törvényben általános fogalomként jelennek meg, addig azok társadalmi megítélése különböző lehet. A bűncselekmények felosztása azok súlyuk szerint történik, az 1810-es Code Pénal mintájára, amely bűntettre, vétségre és kihágásra való felosztást alkalmazta, és ez terjedt el Közép-Európában is. A felosztás ennek megfelelően lehet trichotóm (hármas), bichotóm (kettes) és monista. Magyarországon az 1843-as büntetőtörvénykönyv-javaslat a kettes felosztást alkalmazta, bűntettet és kihágást különböztetve meg. A Csemegi-kódex a hármas felosztás elvét fogadta el, megkülönböztetve bűntetteket, vétségeket és kihágásokat (utóbbit külön törvény szabályozta). Az 1950. évi Btá a bűntettet és a kihágást ismerte, utóbbit az 1957. évi 17. törvényerejű rendelet szüntette meg, bevezetve a monista felfogást. Az 1961-es Btk. is ezt alkalmazta. Az 1971. évi 28. törvényerejű rendelettel került sor a kettős felosztáshoz való visszatérésre, amely a bűntettet és vétséget különbözteti meg, és mind a mai napig használatos.
A bűncselekmények súly szerinti kategorizálását az 1810. évi napóleoni büntető törvénykönyv vezette be (bűntett, vétség, kihágás). 
Magyarországon a súly szerinti tagolást a Csemegi-kódex honosította meg. Az 1878. évi Btk. a „bűntett” és a „vétség” kettős kategóriáját vezette be, majd ehhez társult az 1879. évi Kihágási büntető törvénykönyv.
Ez a hármas felosztás 1950-ig létezett. Az 1950. évi Btá. (1950. évi II. törvény) a vétségi kategóriát megszüntette és a bűncselekményeket bűntett és kihágás szerint különböztette meg. Az 1955. évi 17. tvr. a kihágás intézményét is megszüntette és helyette a közigazgatási jogi jogsértések intézményét: a szabálysértések kategóriáját vezette be. A magyar büntetőjogban így 1955-ben a bűntett és a bűncselekmény fogalma azonosult. Az 1971. évi 28. sz. tvr. alkotta meg újra a vétségek kategóriáját. 
Az 1978. évi Btk. ugyancsak a bűncselekmények két súly szerinti kategóriáját különböztette meg: a bűntettet és a vétséget. 
Az 1971. évi 28. sz. tvr. az egy évet meghaladó büntetési tétellel fenyegetett szándékos és a három évet meghaladó büntetési tétellel fenyegetett gondatlan bűncselekményeket tekintette bűntettnek, míg a többi (szándékos és gondatlan) bűncselekményt vétségnek.

### A hatályos magyar szabályozás
Büntetési tételre tekintet nélkül minden gondatlanságból elkövetett bűncselekmény vétség.
A szándékos bűncselekmények a törvényi büntetési tételtől függően minősülnek bűntettnek vagy vétségnek.
- Bűntett az a szándékosan elkövetett bűncselekmény, amelynek törvényi büntetési tétele a kétévi szabadságvesztést meghaladja.
- Vétség minden gondatlan bűncselekmény, valamint az olyan szándékos bűncselekmények, amelyeknek törvényi büntetési tétele maximum két év.

Btk 5. § 

A bűncselekmény bűntett vagy vétség. Bűntett az a szándékosan elkövetett bűncselekmény, amelyre e törvény kétévi szabadságvesztésnél súlyosabb büntetés kiszabását rendeli, minden más bűncselekmény vétség.
A kettős felosztásnak anyagi jogi, és eljárásjogi vetülete is van.
A büntetőeljárásról szóló törvény külön szabályozza a „vétségi eljárást”.
A Btk. az alábbi szempontok szerint tesz különbséget:
- A bűntett miatt kiszabott szabadságvesztést fegyházban (Btk. 37. §. (3) ) vagy börtönben (Btk. 37. §. (2) ) kell végrehajtani, a vétség miatt kiszabottat pedig fogházban (Btk. 37. §. (1)).
- Ha a feltételes szabadságra bocsátás lehetősége nem kizárt, annak legkorábbi időpontja a büntetés 2/3, visszaeső esetén 3/4 részének, de legkevesebb három hónapnak a kitöltését követő nap. Öt évet meg nem haladó szabadságvesztés kiszabása esetén – különös méltánylást érdemlő esetben – a bíróság ítéletében akként rendelkezhet, hogy az elítélt a büntetés fele részének letöltése után feltételes szabadságra bocsátható. Ez a rendelkezés nem alkalmazható, ha az elítélt többszörös visszaeső. Nem bocsátható feltételes szabadságra a többszörös visszaeső, ha a szabadságvesztést fegyház fokozatban kell végrehajtani, az erőszakos többszörös visszaeső, aki a bűncselekményt bűnszervezetben követte el, akit olyan szándékos bűncselekmény miatt ítéltek szabadságvesztésre, amelyet korábbi, határozott ideig tartó végrehajtandó szabadságvesztésre ítélése után, a végrehajtás befejezése vagy a végrehajthatóság megszűnése előtt követett el.
- A gondatlan vétség miatt elítélt személy a szabadságvesztés kitöltésével automatikusan mentesül, míg a szándékos vétség vagy bűntett miatt elítélt csak várakozási idő eltelte után rehabilitálódik.

### Törvényi bűncselekmény-fogalom
„Btk. 4. § (1) Bűncselekmény az a szándékosan vagy – ha e törvény a gondatlan elkövetést is büntetni rendeli – gondatlanságból elkövetett cselekmény, amely veszélyes a társadalomra, és amelyre e törvény büntetés kiszabását rendeli.
(2) Társadalomra veszélyes cselekmény az a tevékenység vagy mulasztás, amely mások személyét vagy jogait, illetve Magyarország Alaptörvény szerinti társadalmi, gazdasági, állami rendjét sérti vagy veszélyezteti.”

A hatályos magyar Btk.-ban megtalálható megfogalmazás megszabja a jogalkalmazó gondolkodásának menetét: az első kérdés annak eldöntése, hogy történt-e emberi cselekmény, majd azt kell vizsgálni, hogy azt bünteti-e a törvény, tényállásszerű és jogellenes-e, végül annak eldöntése, hogy ez társadalomra veszélyes-e. A bűncselekmény alapvető fogalma a cselekmény, amely csakis emberi lehet, és szükségszerű eleme minden törvényi tényállásnak. A cselekmény büntetendőségét csak törvény írhatja elő, enélkül azt büntetni nem lehet. Ez a kritérium magában hordozza a tényállásszerűséget is, hiszen csak úgy lehet valamit büntetendőnek nyilvánítani, hogy jogi ismérveit meghatározzák.
A cselekmény társadalomra veszélyessége tartalmi jellemző, arról tájékoztat, hogy a jogalkotó miért nyilvánítja azt bűncselekménnyé. Valamely cselekmény önmagában még nem veszélyes a társadalomra, csakis a külvilágban előidézett következmény fényében értékelhető. Társadalomra veszélyesnek számít egy cselekmény akkor, ha jogilag védendő értékeket, ún. jogtárgyakat sért vagy veszélyeztet. Tehát veszélyessége attól az értéktől függ, amely ellen irányul. Ezek közül választja ki a jogalkotó azokat, amelyek büntetendővé tétele arányban áll annak veszélyességével. Ezekhez kapcsolódik még a bűnösség fogalma, ugyanis bűnösség nélkül nincs bűncselekmény. A bűnösség a társadalomra veszélyes cselekménynek és az elkövetőjének pszichikus viszonya, amely gondatlanság vagy szándékosság formájában valósul meg, és emiatt az neki felróható.

### A bűncselekmény stádiumai
Egy bűncselekmény megvalósítása több szakaszból áll, amelyeket stádiumokként nevez a büntetőjog-tudomány és az ezekre vonatkozó ismereteket stádiumtannak hívja. Minden szándékos bűncselekmény felosztható legalább előkészületre, kísérletre és befejezett cselekményre, míg gondatlanság esetén befejezett bűncselekményre és a büntetőjog ezeknek tulajdonít jelentőséget. Az esetleges más stádiumok, mint az elkövetésre irányuló gondolat még nem számít önmagában büntetendőek, azonban a megvalósulás valamely szakaszában már súlyosbító körülmény lehet az előre kiterveltség (például az emberölés esetén). Az előkészület a bűncselekménynek azon stádiuma, amikor az már a külvilágban is érzékelhetővé válik, ám még nem valósít meg tényállási elemet. Ekkor az elkövető csak akkor büntethető ha a törvény az adott bűncselekmény előkészületének büntetését elrendelte. Amennyiben a Btk. egy előkészületi cselekményt önálló bűncselekményként szabályoz, úgy ezt sui generis deliktumnak nevezzük és önmagában is büntetendővé válik, mivel önmagában is veszélyes bizonyos társadalmi érdekekre. Ilyen például az alkotmányos rend erőszakos megváltoztatására tett előkészület.
A kísérlet során az elkövető szándékos cselekménye már megvalósítja a törvényi tényállás valamely elemét, megkezdi a bűncselekmény megvalósítását, ám nem fejezi be. Ezen feltételek valamelyikének hiánya esetén nem beszélhetünk kísérletről. A kísérlet lehet távoli és közeli, teljes (befejezett) és nem teljes (befejezetlen), valamint alkalmatlan. Teljes kísérletről akkor beszélhetünk, ha az elkövető mindent megtett a kívánt cselekmény megvalósulásához, ám rajta kívül álló okok miatt még nem minden tényállási elem valósult meg (pl. emberölésnél a sértett halála), míg nem teljes megvalósítás esetén még csak részben került kifejtésre az elkövetési magatartás. A távoli és közeli kísérlet azt határolja be, milyen távolságban van az adott cselekmény a befejezettségtől (pl. emberölésnél a sértett megkötözése távolinak számít). Az alkalmatlan kísérlet azt jelenti, hogy a cselekményt alkalmatlan tárgyon, alkalmatlan eszközzel vagy alkalmatlan módon követik el, így nem képes a bűncselekmény befejezésére. Ez esetben a büntetés korlátlanul enyhíthető. A kísérlet az előkészülettel ellentétben már minden esetben büntetendő. A befejezett bűncselekmény a Btk. Különös Részében található törvényi tényállás minden elemét megvalósítja.

### A nyomozó hatóságok a bűncselekmények felderítés és vizsgálata során
Az egyes bűncselekmények vonatkozásában törvény határozza meg fő szempont szerint, hogy mely nyomozó hatósság rendelkezik hatáskörrel azok nyomozására. 
A büntetőeljárásról szóló 2017. évi XC. törvény 34. §-a alapján: általános nyomozó hatóságként a rendőrség általános rendőrségi feladatok ellátására létrehozott szervének nyomozó hatósági feladatok ellátására kijelölt szervei járnak el. A rendőrség végzi a nyomozást például az alábbi bűncselekmények esetében:  Emberölés, Testi sértés, Kábítószer-kereskedelem, Kábítószer birtoklása, Emberrablás, Szexuális erőszak, Kerítés, Prostitúció elősegítése, Gyermekpornográfia, Kiskorú veszélyeztetése, Magánlaksértés, Zaklatás, Rágalmazás, Becsületsértés, Közúti baleset okozása, Járművezetés ittas állapotban, Cserbenhagyás, Állatkínzás, Hamis vád, Hamis tanúzás, Bűnpártolás, Vesztegetés, Garázdaság, Közokirat-hamisítás, Embercsempészés, Tiltott szerencsejáték szervezése, Rablás, Zsarolás, Lopás, Rongálás, Sikkasztás, Csalás, Hűtlen kezelés, Uzsora-bűncselekmény, Pénzhamisítás, stb.
'A Nemzeti Adó- és Vámhivatal bűnügyi szerve végzi a nyomozást a következő bűncselekmények miatt: 
- nemzetközi gazdasági tilalom megszegése, nemzetközi gazdasági tilalom megszegése feljelentésének elmulasztása, haditechnikai termékkel vagy szolgáltatással visszaélés, kettős felhasználású termékkel visszaélés,

- bitorlás, szerzői vagy szerzői joghoz kapcsolódó jogok megsértése, védelmet biztosító műszaki intézkedés kijátszása, jogkezelési adat meghamisítása és iparjogvédelmi jogok megsértése,

- társadalombiztosítási, szociális vagy más jóléti juttatással visszaélés, költségvetési csalás, költségvetési csaláshoz kapcsolódó felügyeleti vagy ellenőrzési kötelezettség elmulasztása, jövedékkel visszaélés elősegítése,

- számvitel rendjének megsértése, csődbűncselekmény, engedély nélküli nemzetközi kereskedelmi tevékenység,
- versenytárs utánzása,
- törvényben meghatározott bűncselekményekkel összefüggésben elkövetett közokirat-hamisítás, hamis magánokirat felhasználása, egyedi azonosító jellel visszaélés, bélyeghamisítás, pénzmosás és a pénzmosással kapcsolatos bejelentési kötelezettség elmulasztása.

'Kizárólag az ügyészség nyomoz az olyan bűncselekmények miatt indult ügyekben, amelyekben – az állami szervek törvényes működése, az Országgyűlés által megválasztott tisztségviselők, a mentelmi joggal rendelkező személyek sértetti vagy elkövetői pozíciója miatt, illetve a közélet tisztaságába vetett bizalom megóvása és erősítése érdekében – garanciális okból alapvető követelmény a nyomozást végző szerv függetlensége. Az ügyészségi nyomozás hatáskörébe tartozó eseteket a büntetőeljárásról szóló 2017. évi. XC törvény (Be.) 30. §-a részletezi. Ilyen bűncselekmény például a rendőrség, az Országgyűlési Őrség, a büntetés-végrehajtási szervezet, a hivatásos katasztrófavédelmi szerv és a polgári nemzetbiztonsági szolgálatok hivatásos állományú tagja által elkövetett, nem katonai büntetőeljárásra tartozó bűncselekmény; a bíró, az ügyész, a bírósági titkár, az alügyész, a bírósági és ügyészségi fogalmazó, a bírósági ügyintéző és az ügyészségi megbízott által elkövetett bűncselekmény, valamint az ülnöknek az igazságszolgáltatással összefüggésben elkövetett bűncselekménye; a mentelmi joggal rendelkező és a nemzetközi jogon alapuló mentességet élvező személy által elkövetett bűncselekmény, vagy a sérelmére elkövetett hivatalos személy elleni erőszak, illetve nemzetközileg védett személy elleni erőszak, és működésével kapcsolatban ellene elkövetett más bűncselekmény, továbbá  a hivatali vesztegetés, a hivatali vesztegetés elfogadása, a vesztegetés bírósági vagy hatósági eljárásban stb.
A külföldön lévő magyar felségjelű kereskedelmi úszó létesítményen vagy polgári légi járművön a magyar büntető joghatóság alá tartozó bűncselekmény miatt az úszó létesítmény, illetve a légi jármű parancsnoka jogosult a nyomozó hatóságra vonatkozó rendelkezések alkalmazására''